# 貴船神社

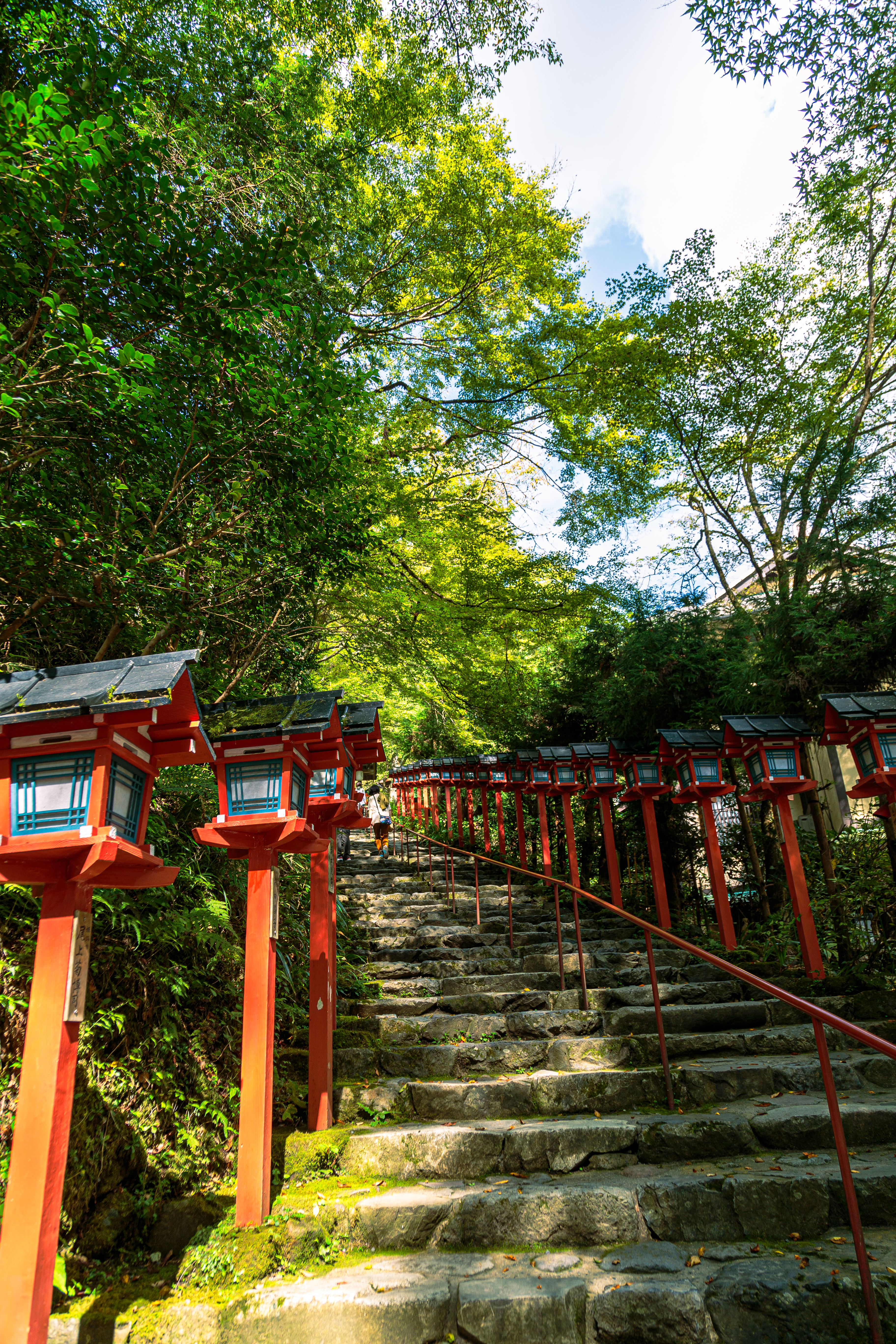
本宮參道

貴船神社（きふねじんじゃ）是位在日本京都府京都市左京區的神社。為式內社（名神大社）、二十二社、舊社格為官幣中社（現神社本廳的別表神社）。日本全國約450座貴船神社（貴舟神社、貴布禰神社、貴布祢神社、木船神社、木舟神社等）之總本社。繪馬發祥之社。附近是京都有名的紅葉名所之一。

## 關連項目
- 山王神道

## 外部連結
- 貴布禰総本宮 貴船神社　公式サイト （页面存档备份，存于） （日語）
- YouTube上的貴船神社頻道 （日語）
- 貴船神社的X（前Twitter） （日語）
- 貴船神社的Facebook專頁 （日語）
- 貴布祢神社 （页面存档备份，存于） （日語） - （國學院大學21世紀COEプログラム「神道・神社史料集成」）